# Andrés González-Blanco

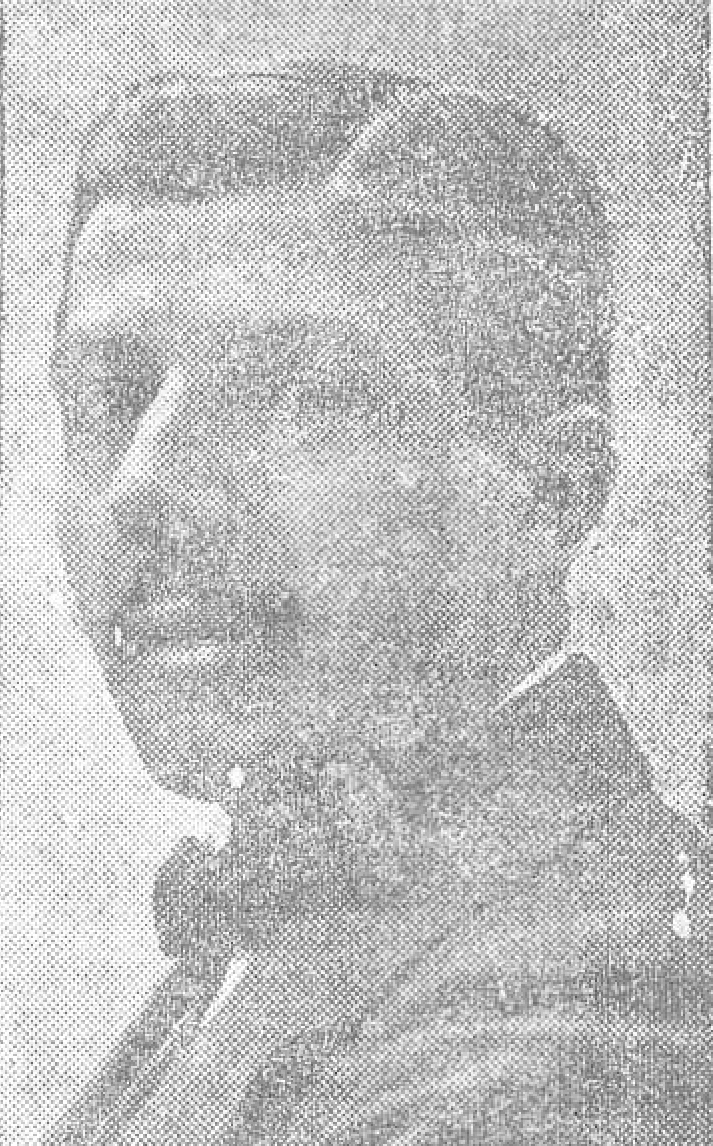
Andrés González-Blanco

Andrés González-Blanco, född 1886, död 1924, var en spansk författare och journalist.
I lyriska dikter som Poemas de provincia samt romaner som Matilde Rey och Dona Violante behandlade González-Blanco främst småstadsscener och butiksfröknar i Madrid. Som kritiker behandlade han de flesta av sin samtids spanskspråkiga författare, även de sydamerikanska. Bland hans litteraturvetenskapliga verk märks Los contemporáneos, Los dramáticos españoles, Campoamor och Trueba, samt biografierna Alberto de Bélgica (1915) och El Kronprinz (1919).